# Óxido de manganês(VII)
O composto Heptóxido de dimanganês ou Óxido de manganês(VII) (fórmula: Mn2O7) é um composto oleoso altamente explosivo . Pode ser produzido pela reação entre ácido sulfúrico concentrado (H2SO4) e permanganato de potássio (KMnO4).
O heptóxido de manganês é um líquido volátil com uma consistência oleosa. É um oxidante altamente reativo e poderoso que reage explosivamente com quase qualquer composto orgânico. Foi descrito pela primeira vez em 1860. É o anidrido ácido do ácido permangânico.

## Propriedades
A forma cristalina deste composto químico é verde escura. O líquido é verde pela luz refletida e vermelho pela luz transmitida. É solúvel em tetracloreto de carbono e se decompõe por hidrólise quando em contato com água formando uma solução roxa de ácido permangânico.
Mn
2O
7
 é um composto extremamente oxidante, energético, relativamente instável e perigosamente explosivo. É uma substância incomum por ser um dos únicos óxidos metálicos que é líquido à temperatura ambiente, refletindo o seu forte caráter covalente. Ele tem a notável propriedade de incendiar espontaneamente materiais combustíveis com os quais entra em contato. Ele também pode explodir violentamente quando aquecido a temperaturas acima de 40°C.
Heptóxido de dimanganês é um óxido ácido: reage prontamente com a água fria para formar uma solução de ácido permangânico, e com soluções frias de bases para formar sais de permanganato. No entanto, também pode reagir com ácidos muito fortes (como sulfúrico e perclórico) para formar sais do íon verde permanganila, MnO+
3
.
O heptóxido de dimanganês é volátil, liberando fumos arroxeados ao ar. Essa fumaça é formada principalmente por ácido permangânico produzido na hidrólise dos seus vapores pela reação com a umidade do ar. Essa fumaça também pode apresentar a cor marrom devido à decomposição do vapor de Mn
2O
7
 com a formação de dióxido de manganês e gás oxigênio. Um pouco de ozônio também pode ser produzido nessa reação, dando à fumaça liberada o seu cheiro característico.

## Síntese e Reações
O Mn
2O
7
 surge como um óleo verde escuro pela adição de H
2SO
4
 concentrado frio ao KMnO
4
 sólido seco. A reação produz inicialmente ácido permangânico, HMnO
4
 (estruturalmente, HOMnO
3
]), que é desidratado pelo ácido sulfúrico frio para formar seu anidrido, Mn
2O
7
.
2KMnO
4 + 2H
2SO
4 → Mn
2O
7 + H
2O + 2KHSO
4
Mn
2O
7
 pode reagir ainda mais com ácido sulfúrico para dar o notável cátion manganil(VII) ou permanganila MnO+
3
, que é isoeletrônico com CrO
3
.
Mn
2O
7 + 3H
2SO
4 —> 2[MnO
3]+HSO–
4 + H
2SO
4•H
2O
O Mn
2O
7
 decompõe-se próximo da temperatura ambiente, explosivamente acima de 55°C. A explosão pode ser iniciada ao atingir a amostra ou por sua exposição a compostos orgânicos oxidáveis. Os produtos são MnO
2
 e oxigênio atômico, que pode se combinar para formar gás O
2
. O ozônio (O
3
) também é produzido, dando um cheiro forte à substância. O ozônio pode inflamar espontaneamente um pedaço de papel impregnado com uma solução de álcool. [carece de fontes?]
Mn
2O
7 —> MnO
2 + 3{O}
2{O} —> O
2
{O} + O
2 —> O
3
O heptóxido de manganês reage com o peróxido de hidrogênio na presença de ácido sulfúrico, liberando oxigênio e ozônio:
2Mn
2O
7 + 2H
2O
2 + 4H
2SO
4
 → 4MnSO
4
 + 6H
2O + 2O
3 + 3O
2

O heptóxido de manganês irá oxidar energicamente compostos redutores, geralmente causando combustão espontânea em contato com materiais combustíveis:
2Mn
2O
7
 + C
2H
5OH
 —> 2MnO
2 + 2CO
2 + 3H
2O

## Precauções
Mn
2O
7
 é um composto muito perigoso por ser um oxidante extremamente agressivo, corrosivo e tóxico. O contato com materiais combustíveis pode causar incêndios e explosões. Contato com a água pode gerar uma solução ácida muito corrosiva e oxidante. O composto também é altamente explosivo e pode detonar violentamente. Causa severas queimaduras químicas em contato com a pele, e potencialmente pode causar envenenamento por manganês.